# Valentino Parlato
Valentino Parlato (Tripoli, 7 febbraio 1931 – Roma, 2 maggio 2017) è stato un giornalista, politico e saggista italiano.

## Biografia
Parlato nacque a Tripoli, all'epoca capoluogo della provincia omonima (nell'allora Libia italiana), il 7 febbraio del 1931 da genitori italiani, Giuseppe Parlato e Angela Sajeva, originari rispettivamente di Comitini e di Favara (ambedue comuni dell'agrigentino),  stabilitisi nella città libica sul finire degli anni venti. 
Trascorre un'infanzia tutto sommato tranquilla, almeno fino allo scoppio della seconda guerra mondiale, a causa della quale si ritrova costretto a spostarsi con la famiglia nella campagna di Sorman, dove il nonno materno possiede una piccola concessione agricola. Non potendo studiare, divora la modesta biblioteca familiare: è il germe di una cultura onnivora e curiosa, che lo accompagnerà per tutta la vita; con il nonno impara inoltre a conoscere la vita di campagna, molto diversa da quella piccolo-borghese vissuta nella placida società coloniale tripolitana.
A conflitto concluso, la Libia passa sotto l'amministrazione britannica ed è proprio in questi anni che forma la propria coscienza politica, conoscendo Clara Valenziano - che in seguito sposerà -, comunista militante, e figurando perciò tra i fondatori del Partito Comunista Libico, fatto che ne provocherà l'espulsione dal paese nel 1951. Riparato dunque in Italia, a Roma, dove si iscrive alla facoltà di Giurisprudenza, conosce Luciana Castellina e s'iscrive al Partito Comunista Italiano, lavorando per il suo organo di stampa ufficiale, l'Unità. Nel 1953 si trasferisce ad Agrigento, dove lavora per la federazione locale del PCI, divenendo successivamente funzionario di partito. Tornato a Roma, prosegue il lavoro con l'Unità, collabora con Giorgio Amendola e diviene giornalista di economia per la rivista Rinascita. 
Già organico dell'ala cosiddetta ingraiana del partito, sarà poi parte di quel gruppo di pensiero critico interno allo stesso - composto tra gli altri da Aldo Natoli, Rossana Rossanda e Luigi Pintor - che, nel giugno del 1969, fonderà la rivista il manifesto, di cui ricoprirà a più riprese la carica di direttore. Il 24 novembre dello stesso anno, unitamente all'intera redazione del giornale, viene espulso dal partito a causa delle critiche mosse allo stesso partito a proposito del suo posizionamento in merito all'occupazione della Cecoslovacchia da parte degli altri paesi del Patto di Varsavia.
Ha scritto l'introduzione, tra le altre, di edizioni di opere di Adam Smith, Lenin, Antonio Gramsci e Muʿammar Gheddafi.
È morto a Roma il 2 maggio del 2017, all'età di 86 anni.

## Premi
- Premio Letterario città di Palmi, 1999

## Opere
- Il blocco edilizio, Venezia, Marsilio, 1971.
- Spazio e ruolo del riformismo, a cura di, Bologna, Il mulino, 1974.
- un saggio in Vittorio Moioli, Made in Italy. Il mercato svizzero del lavoro italiano, Roma, Alfani, 1976.
- Il nuovo macchinismo. Lavoro e qualità totale. I casi FIAT, Zanussi & Italtel, con altri, Roma, Datanews, 1992.
- Dibattito sulla mostra storico-documentaria Il Partito comunista italiano. Settant'anni di storia d'Italia, con Luciano Canfora, Massimo D'Alema e Armando Cossutta, Milano, Teti, 1996.
- Segnali di fumo. Locali per fumatori, secondo Valentino Parlato, a cura di Livia e Marcantonio Borghese, Roma-Milano, Il Manifesto, 2005. ISBN 88-7285-459-8
- La rivoluzione non russa. Quarant'anni di storia del Manifesto, San Cesario di Lecce, Manni, 2012. ISBN 978-88-6266-450-9.

### Introduzioni e prefazioni
- Introduzione a Friedrich Engels, La questione delle abitazioni, Roma, Samonà e Savelli, 1971.
- Prefazione a Saverio Caruso, Burocrazia e capitale in Italia. Struttura e ideologia, Verona, Bertani, 1974.
- Introduzione a Friedrich Engels, L'origine della famiglia, della proprietà privata e dello Stato. In relazione alle ricerche di Lewis H. Morgan, Roma, Newton Compton, 1974.
- Introduzione a Vittorio Moioli, I nuovi razzismi. Miserie e fortune della Lega Lombarda, Roma, Edizioni associate, 1990. ISBN 88-267-0104-0
- Prefazione a Gino Vermicelli, Babeuf, Togliatti e gli altri. Racconto di una vita, Verbania, Tarara, 2000. ISBN 88-86593-21-X
- Prefazione a Loris Campetti, Non Fiat. Come evitare di uccidere l'industria italiana, Roma, Cooper & Castelvecchi, 2002. ISBN 88-7394-024-2
- Prefazione a Napoleone Colajanni, con Marcello Villari, Riformisti senza riforme, Venezia, Marsilio, 2004. ISBN 88-317-8453-6
- Presentazione a Salvatore d'Albergo, Diritto e Stato tra scienza giuridica e marxismo, Roma, Sandro Teti Editore, 2004. ISBN 88-88249-03-6
- Prefazione a András Nagy, Il caso Bang-Jensen. Ungheria 1956: un paese lasciato solo, Milano, Baldini Castoldi Dalai, 2006. ISBN 88-8490-937-6
- Introduzione a Muhammar Gheddafi, Fuga all'inferno e altre storie, Roma, Manifestolibri, 2006. ISBN 88-7285-416-4
- Introduzione a Mario Lucrezio Reali, Tramonto in Europa, Roma, Sandro Teti Editore, 2006. ISBN 978-88-88249-10-0
- Prefazione a Adalberto Minucci, La crisi generale tra economia e politica. Una previsione di Marx e la realtà di oggi, Roma, Voland, 2008. ISBN 978-88-6243-017-3
- Prefazione a Carla Casalini, Il lavoro di una donna, Roma, Manifestolibri, 2010. ISBN 978-88-7285-660-4.
- Introduzione generale a Voltaire, Tutti i romanzi e i racconti e Dizionario filosofico, Roma, Grandi tascabili economici Newton, 2011. ISBN 978-88-541-3136-1.
- Introduzione a Mikhail Talalay, Dal Caucaso agli Appennini. Gli azerbaigiani nella Resistenza italiana, Roma, Sandro Teti, 2013. ISBN 978-88-88249-24-7.
- Introduzione a Nino Caruso, Una vita inaspettata, Roma, Castelvecchi, 2016. ISBN 978-88-6944-615-3.

### Curatele
- Vladimir Ilic Lenin, L'imperialismo fase suprema del capitalismo, Roma, Editori Riuniti, 1964.
- con Franco De Felice, Antonio Gramsci, La questione meridionale, Roma, Editori Riuniti, 1966.
- Maria Esther Gilio, Guerriglia tupamara. Interviste-testimonianze. Appendici: Schede sui tupamaros e sulla guerriglia, documenti politici, Verona, Bertani, 1972.
- con Massimo Loche, Una crisi mai vista. Suggerimenti per una sinistra cieca, Roma, Manifestolibri, 2014. ISBN 978-88-7285-783-0.

### Traduzioni
- Adam Smith, La ricchezza delle nazioni. Abbozzo, Torino, Boringhieri, 1959.
- Pierre Sorlin, Breve storia della società sovietica, Bari, Laterza, 1966.